# Peripatos

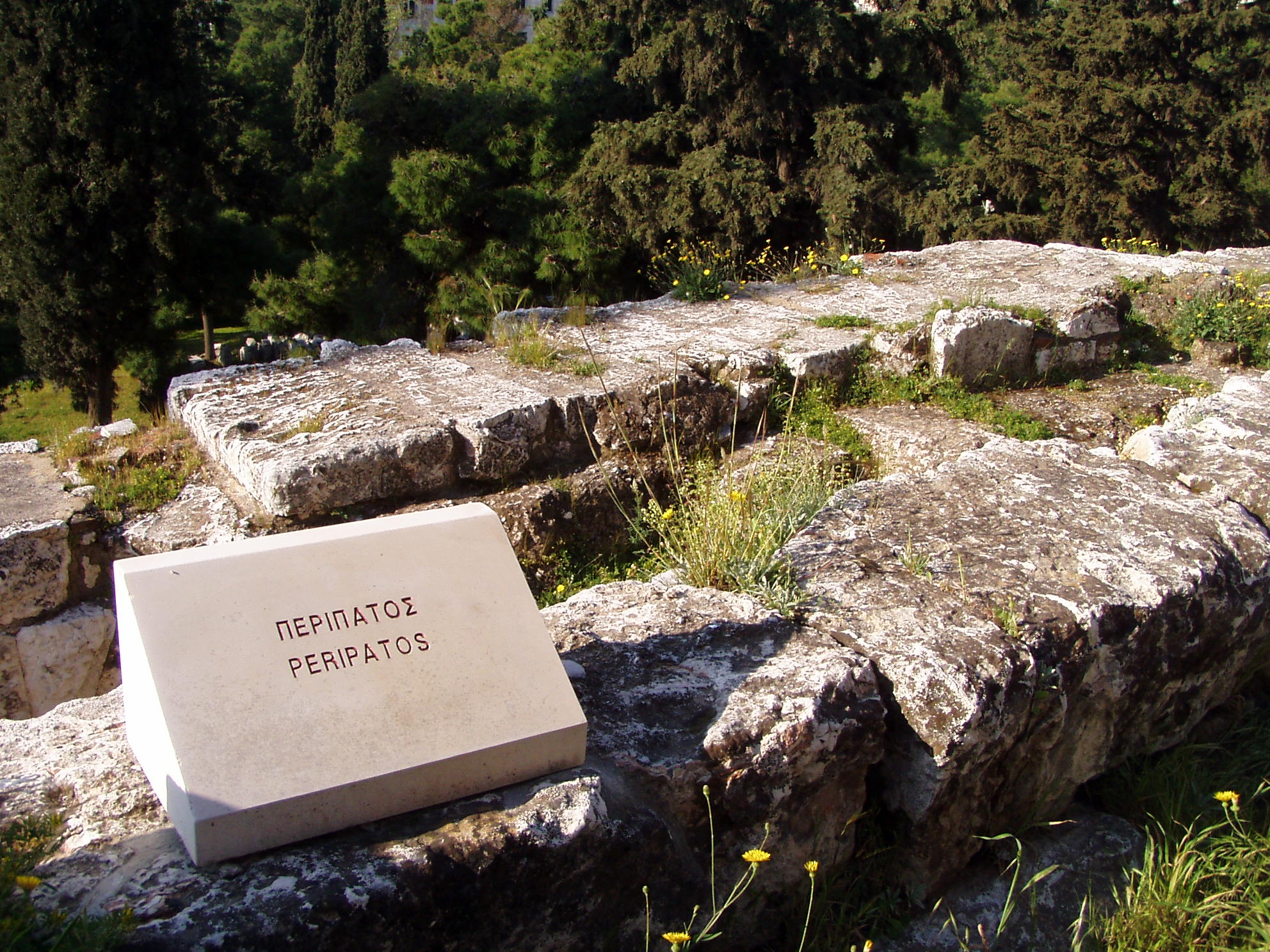
Ein Peripatos an der Akropolis in Athen

Peripatos ist der Name der philosophischen Schule des Aristoteles. Wie die anderen philosophischen Schulen Athens (Akademie, Stoa, Kepos) leitet sich ihr Name von dem Ort ab, an dem der Unterricht stattfand, in diesem Fall vom Peripatos (altgriechisch περίπατος ‚Wandelhalle‘). Entsprechend hießen die Angehörigen der Schule Peripatetiker. Heute werden die Begriffe „Peripatetiker“ und das Adjektiv „peripatetisch“ ausschließlich im Sinne von „Vertreter/Anhänger der Lehre des Aristoteles“ bzw. „auf die Lehre des Aristoteles bezogen“ verwendet. Die populäre Etymologie hingegen leitet diesen Namen direkt von peripatein (altgriechisch περιπατεῖν ‚umherwandeln‘) ab und trifft daher nicht zu, weil sie diesen einfach nur vom Substantiv (altgriechisch περίπατος ‚Spaziergang‘) ableitet.

## Geschichte des Peripatos
Aristoteles hatte im Jahr 335 v. Chr. seine Aufgabe als Erzieher des makedonischen Prinzen Alexander aufgegeben und war wieder nach Athen gekommen. Dort kehrte er nicht in die Platonische Akademie zurück, deren Angehöriger er siebzehn Jahre lang gewesen war, sondern lehrte zusammen mit seinem engen Freund und Mitarbeiter Theophrast am Lykeion, einem Park mit einem Gymnasion im Osten Athens außerhalb der Stadtmauern. Ob die Gründung einer eigenen philosophischen Schule noch in die Lebenszeit des Aristoteles fällt, ist in der Forschung umstritten. Wahrscheinlich lag die namengebende „Wandelhalle“ innerhalb des Lykeions, möglicherweise aber auch auf dem Grundstück, das Theophrast nach dem Tod des Aristoteles kaufte und in seinem erhalten gebliebenen Testament erwähnte. Die Bezeichnung „Peripatos“ selbst als Name der Schule ist erst nach Theophrast belegt.
Scholarchen nach Theophrast waren Straton von Lampsakos (Scholarch seit 288/287 oder 287/286 v. Chr.) und Lykon aus der Troas (seit 270/267 v. Chr.), Ariston von Keos (seit ca. 224 v. Chr.), Kritolaos aus Phaselis (Mitte des 2. Jahrhunderts v. Chr.) und Diodoros von Tyra (bis nach 110 v. Chr.). Nach Lykon bricht die doxographische Überlieferung ab, und es ist wahrscheinlich, dass die Schule im ersten Jahrhundert v. Chr. zu existieren aufhörte; wahrscheinlich wurden die Anlagen im mithridatischen Krieg im Jahr 86 v. Chr. zerstört. In der Forschungsliteratur vor 1972 werden oft noch zahlreiche weitere angebliche Schulleiter genannt, die aber nicht im strengen Sinn als Vorsteher der von Aristoteles oder Theophrast gegründeten Schule gelten können.
Der Peripatos befasste sich mit den Gegenständen, die auch Aristoteles behandelt hatte, doch hatte nur Theophrast einen gleichermaßen weiten Gesichtskreis. Die übrigen Angehörigen der Schule konzentrierten sich auf Einzelwissenschaften, die Philosophie im engen Sinne wurde eher vernachlässigt. Aus der ersten Schülergeneration sind die Titel zahlreicher historischer Arbeiten überliefert, doch sind keine vollständigen Werke erhalten. Weitgehend erhalten sind nur zwei Schriften über Harmonik und Rhythmik von Aristoxenos, die ihn als bahnbrechenden Musik-Mathematiker ausweisen. Straton war der letzte Peripatetiker, der als Wissenschaftler Bedeutendes leistete. Neben und nach ihm verfiel die Schule in populärwissenschaftliche und vielfach auch unwissenschaftliche rhetorische Vielschreiberei.
Seit der zweiten Hälfte des 3. Jahrhunderts v. Chr. erweiterte sich die Bedeutung der Ausdrücke „Peripatetiker“ und „peripatetisch“, die jetzt nicht mehr nur die Angehörigen der Athener Schule des Peripatos bezeichneten, sondern jeden Autor, dessen Schriften sich den von den Peripatetikern begründeten literarischen Formen der Biographie und der Literaturgeschichte zuordnen ließen.

## Aristotelismus seit dem 1. Jahrhundert v. Chr.
Die Anknüpfung an die aristotelische Lehre seit dem 1. Jahrhundert v. Chr. wird in der neueren Forschung als Aristotelismus bezeichnet. Der Erneuerer der Lehre war Andronikos von Rhodos, von dem unbekannt ist, ob er in Athen (so P. Moraux) oder in Rom (so J. P. Lynch) lehrte und mit dem die erneute Beschäftigung mit den aristotelischen Lehrschriften (den sogenannten „esoterischen“ Schriften) wieder begann, nachdem sich aus den beiden Jahrhunderten vor ihm nur wenige Spuren einer Benutzung dieser Werke nachweisen lassen. Der Aristotelismus nach Andronikos, dessen Geschichte bis zu Alexander von Aphrodisias reicht, ist keine Fortsetzung der wissenschaftlichen Forschung im Sinne des Aristoteles, sondern eine Tradition der Aristoteles-Kommentierung und -Deutung, die aber eine sich in den Spuren des Aristoteles haltende philosophische Originalität nicht ausschloss. So ist zumindest Alexander von Aphrodisias einer der bedeutendsten Denker der griechischen Antike.
Der im zweiten Jahrhundert n. Chr. um sich greifende Eklektizismus verschmolz die aristotelische mit der platonischen und stoischen Philosophie.

## Die Rezeption des Aristotelismus in der Scholastik
Seit dem 13. Jahrhundert stand die scholastische Philosophie weitgehend unter dem Einfluss des Aristoteles, wie ihn Albertus Magnus, Thomas von Aquino und Duns Scotus interpretierten. Mit der Wiedererweckung der klassischen Literatur im 15. Jahrhundert begann im Westen Europas ein allgemeiner Kampf gegen die Scholastik, der sich anfänglich nur gegen den entstellten Text des Aristoteles, an dessen Stelle man den echten Peripatetismus zu setzen suchte, dann allerdings auch gegen dessen Philosophie selbst kehrte (Mystiker, Ramisten). Die Jesuiten – in der Nachfolge des Thomas von Aquino – verteidigten die Peripatetiker gegen Neuerer wie Galileo Galilei oder René Descartes. Mit dem Erfolg der Naturwissenschaften in der Nachfolge Isaac Newtons wurden die aristotelischen Wissenschaftsparadigmen an den Universitäten abgelöst. Seine Schriften zur Ethik, Politik und auch Metaphysik erfreuen sich aber nach wie vor großer Beliebtheit.

## Ausgabe der Fragmente
- Fritz Wehrli (Hrsg.): Die Schule des Aristoteles. Texte und Kommentare. 10 Hefte. Schwabe, Basel u. a. 1944–1959 (2., ergänzte und verbesserte Auflage 1967–1969), dazu 2 Supplemente: 1974, ISBN 3-7965-0600-3 und 1978, ISBN 3-7965-0683-6.